# Giftbude

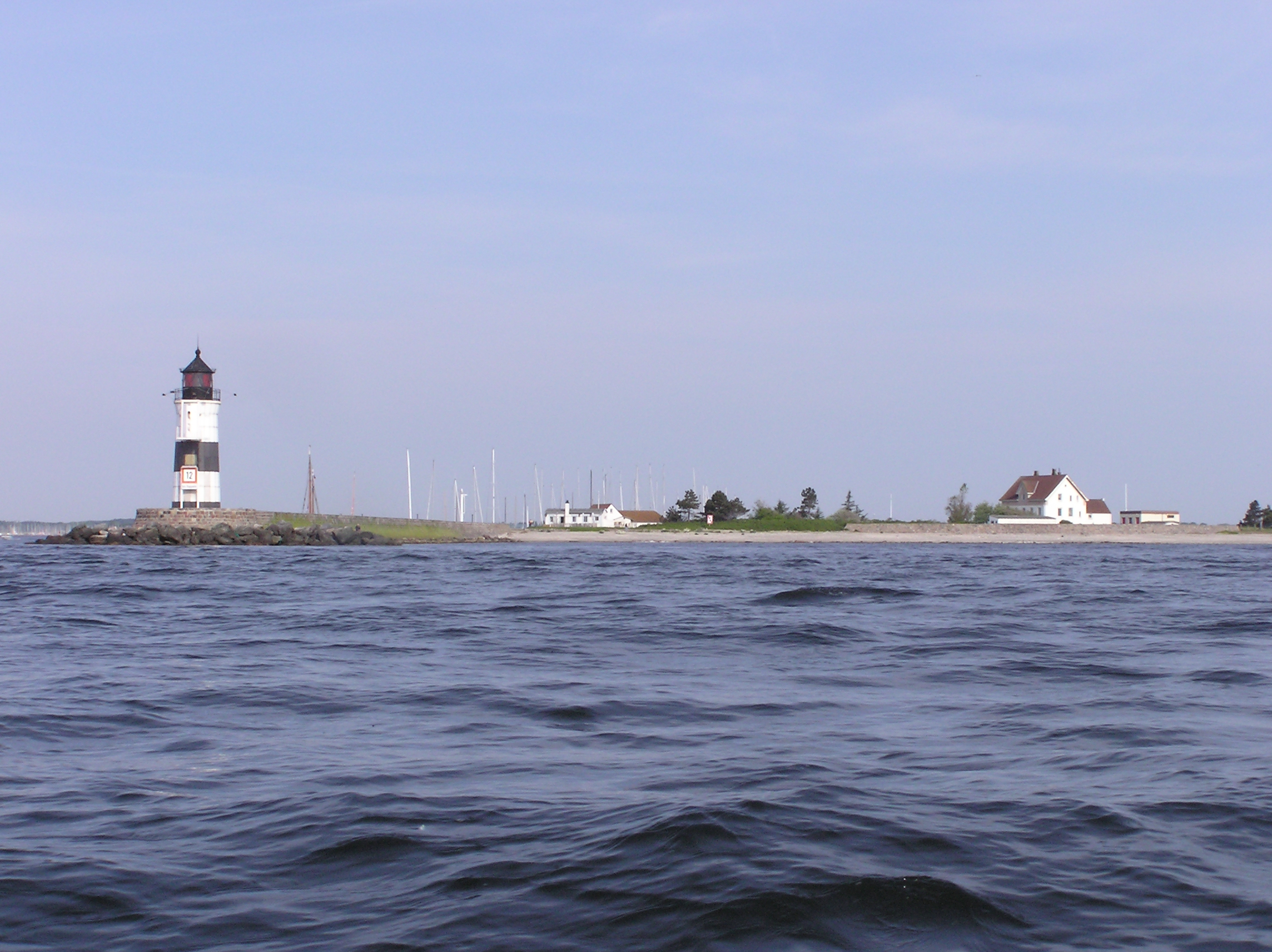
Schleimünde von See aus: Leuchtturm, Sportboothafen mit „Giftbude“, Lotsenhaus

Giftbude ist eine altmodische Bezeichnung für Gaststätten an der deutschen Nord- und Ostseeküste.

## Herkunft
Die Bezeichnung Giftbude bezieht sich auf das althochdeutsche Wort gift (Gabe, Geben), das sich auch im englischen gift (Geschenk) erhalten hat. Das im zweiten Teil des Wortes stehende Wort Bude bezeichnet eine Hütte oder ein kleines Haus und geht auf das mittelhochdeutsche Wort buode zurück. Eine Giftbude ist also eine Stätte, wo man etwas erhält.
Um 1900 erlebte das Wort Bude einen regelrechten Boom als Modewort. In der Umgangssprache steht der Ausdruck allgemein für billige kleine Wohnungen oder Geschäfte und Läden. Beispiele sind Studentenbude, Jahrmarktbude oder Baubude.
In diese Zeit fällt auch das Entstehen des Fremdenverkehrs an der deutschen Nord- und Ostseeküste. In vielen der neu entstehenden Strandbädern gehört eine Giftbude zu den ersten touristischen Infrastrukturmaßnahmen. Die Giftbude ist meist eine einfache Holzhütte, die den Strandgästen während der Fremdenverkehrssaison zur Versorgung mit Lebensmitteln und Getränken dient.